# Marcel Halstenberg
Marcel Halstenberg (* 27. September 1991 in Laatzen) ist ein deutscher Fußballspieler.

## Karriere

### Verein

#### Anfänge in Hannover
Halstenberg wurde in der an Hannover angrenzenden Gemeinde Laatzen geboren und begann seine Karriere bei Germania Grasdorf, ehe er im Jahr 1999 von Hannover 96 abgeworben wurde. Dort durchlief er sämtliche Jugendmannschaften und spielte unter anderem in der U-17- und A-Junioren-Bundesliga.
Zur Saison 2010/11 rückte er in die zweite Mannschaft von Hannover 96 auf, debütierte in der Regionalliga Nord am 22. November 2010 beim 1:1-Unentschieden gegen Holstein Kiel in der Startaufstellung und wurde in der 78. Minute ausgewechselt. Er schloss mit Hannover die Saison mit dem neunten Tabellenplatz ab und bestritt 19 Ligaspiele. Bei einem Testspiel der Reserve gegen die Profis, das die Bundesligisten nur knapp mit 3:2 gewannen, hinterließ er einen guten Eindruck und erhielt anschließend eine Einladung für ein Probetraining bei den Profis.

#### Zeit in Dortmund
Obwohl es finanziell lukrativere Angebote gab, entschied sich Halstenberg für die aus seiner Sicht sportlich beste Alternative und wechselte im Juli 2011 ablösefrei zu Borussia Dortmund II. Sein Ligadebüt für den BVB gab er am 6. August beim 2:0-Auswärtssieg beim 1. FC Kaiserslautern II. Am 3. Dezember sah er bei der 0:1-Niederlage gegen Rot-Weiss Essen kurz vor Spielende eine gelb-rote Karte. In der Rückrunde brachte Halstenberg mehr Torgefährlichkeit ins Dortmunder Spiel. So erzielte er am 28. März 2012 beim 4:2-Sieg über Eintracht Trier seinen ersten Treffer für den BVB. Des Weiteren erzielte er am 33. und 34. Spieltag jeweils ein Tor gegen die TuS Koblenz und den SC Verl. Nachdem die zweite Mannschaft am Ende der Hinrunde 14 Punkte Rückstand auf die Sportfreunde Lotte und den damit einzigen Aufstiegsplatz hatte, erreichte man in der Rückrunde 52 von maximal 57 möglich erreichbaren Punkten und stieg mit einem Punkt Vorsprung vor Lotte in die 3. Fußball-Liga 2012/13 auf.
In der Vorbereitung für die Saison 2012/13 trainierte er wegen der vielen fehlenden EM-Teilnehmer mit den Profis des BVB. Am 21. Juli 2012 absolvierte er bei der 0:2-Auftaktniederlage beim VfL Osnabrück sein Debüt in der 3. Liga. Am 18. Mai 2013 gelang ihm mit seiner Mannschaft ein 1:0-Auswärtssieg beim VfB Stuttgart II, durch diesen sicherte die U-23 am 38. und letzten Spieltag den Klassenerhalt in der 3. Liga.

#### FC St. Pauli

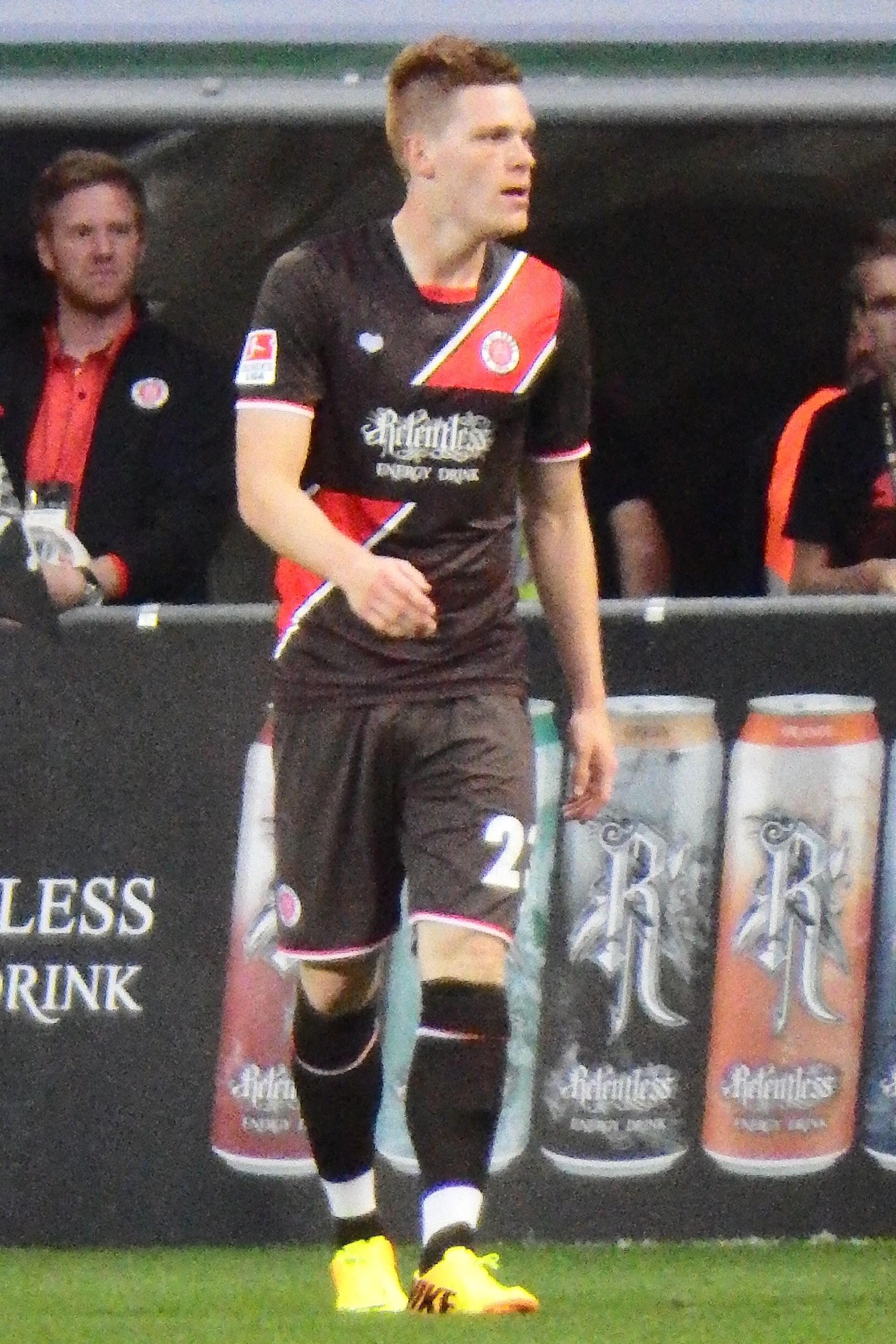
Halstenberg in der Saison 2013/14 im Trikot von St. Pauli

Im März 2013 gab der Zweitligist FC St. Pauli die Verpflichtung von Halstenberg zur Saison 2013/14 bekannt. Er unterschrieb einen Dreijahresvertrag bis Ende Juni 2016.

#### RB Leipzig
Nach dem fünften Spieltag der Saison 2015/16 wechselte er zum Ligakonkurrenten RB Leipzig, bei dem er einen Vierjahresvertrag unterschrieb. Sein Bundesligadebüt gab er am 28. August 2016 (1. Spieltag) beim 2:2-Unentschieden im Auswärtsspiel gegen die TSG 1899 Hoffenheim. Sein erstes Bundesligator erzielte er am 12. Dezember 2017 beim 1:1 gegen den VfL Wolfsburg.
Im DFB-Pokalfinale 2021/22 sorgte Halstenberg durch eine Notbremse gegen Höler und demzufolge einer roten Karte in der 57. Spielminute für zusätzliche Spannung im Spiel, da dadurch sein Verein das restliche Spiel in Unterzahl spielen musste.

#### Hannover 96
Zur Saison 2023/24 kehrte er zu Hannover 96 in seine Heimatstadt zurück. Im Mai 2025 verkündete er sein Karriereende nach dem Ende der laufenden Saison. Zur Saison 2025/26 schloss er sich seinem Jugendverein Germania Grasdorf an.

### Nationalmannschaft
Am 3. November 2017 wurde er von Bundestrainer Joachim Löw erstmals für die A-Nationalmannschaft nominiert und gab sein Länderspieldebüt am 10. November im Testspiel gegen die Nationalmannschaft Englands.
Mit der deutschen Auswahl erreichte er bei der Europameisterschaft 2021 das Achtelfinale, wo Deutschland gegen England ausschied.

## Spielweise
Der 1,88 Meter große Linksfuß kann als Innen- und Linksverteidiger eingesetzt werden und gilt als flink und schussgewaltig.

## Erfolge
- Deutscher Pokalsieger (2): 2022, 2023 (beide RB Leipzig)
- Aufstieg in die Bundesliga: 2016 (RB Leipzig)
- Meister der Regionalliga West und Aufstieg in die 3. Liga: 2012 (Borussia Dortmund II)